# خوآچوئن
خوآچوئن (چینی: 華拳) سبکی از چانگ‌چوئن از هنرهای رزمی چینی است که در دوران حکمفرمایی دودمان سونگ (۴۲۰–۴۷۹ پس از میلاد) و در حوالی کوه خوآ در استان شنشی چین شکل گرفت.